# Algoritmus pro výpočet dne v týdnu
Algoritmus pro výpočet dne v týdnu neboli Zellerův algoritmus je postup, jak ze zadaného data (např. „13. února 2011“) zjistit, o jaký den v týdnu se jedná (výstupem je tedy „neděle“). Pro tento účel je také možno použít takzvaný věčný kalendář, což je tabulka, z níž lze odečíst, na který den týdne datum připadá, avšak pro počítač je jednodušší přímý výpočet pomocí vhodného algoritmu. K tomuto účelu lze použít právě Zellerův algoritmus, jehož autorem je německý matematik devatenáctého století Christian Zeller. Jeho postup vychází z čísla dne, měsíce, roku a století a počítá z těchto vstupních údajů na základě vzorce číslo, jež dává při dělení sedmi stejný zbytek jako pořadové číslo daného dne v týdnu, takže zbytku 1 odpovídá pondělí, zbytku 2 úterý až zbytku 7, tedy 0, neděle.

## Zellerův algoritmus

### Vzorce
Pro gregoriánský kalendář má Zellerův algoritmus tvar:
{\displaystyle h=\left(q+\left\lfloor {\frac {13(m+1)}{5}}\right\rfloor +K+\left\lfloor {\frac {K}{4}}\right\rfloor +\left\lfloor {\frac {J}{4}}\right\rfloor -2J\right)\mod 7,}
Pro juliánský kalendář má Zellerův algoritmus tvar:
{\displaystyle h=\left(q+\left\lfloor {\frac {13(m+1)}{5}}\right\rfloor +K+\left\lfloor {\frac {K}{4}}\right\rfloor +5-J\right)\mod 7,}
kde
- {\displaystyle \lfloor \rfloor } značí celou část čísla (podíl dělení se zbytkem) a {\displaystyle mod} zbytek po dělení
- h je den v týdnu: 0 = sobota, 1 = neděle, ..., 6 = pátek
- q je den v měsíci
- m je měsíc: 13* = leden, 14* = únor, 3 = březen, 4 = duben, ..., 12 = prosinec
- K je rok 0–99 století ({\displaystyle rok\mod 100}), pro leden a únor o jednu nižší (počítají se do předchozího roku)*
- J je druhá část letopočtu – číslo tvořené prvními dvěma číslicemi ({\displaystyle \lfloor rok/100\rfloor }), např. pro 2017 je J = 20

Poznámka: *V tomto algoritmu datum D.M.RRRR odpovídá proměnným q.m.JK, ale leden a únor jsou kvůli přestupným rokům počítány jako 13. a 14. měsíc předchozího roku. Například datum 2. února 2010 algoritmus počítá jako 2. den 14. měsíce roku 2009.
Pro převod na den v týdnu začínající pondělím d (1 = Pondělí až 7 = Neděle) použijeme:
{\displaystyle d=((h+5)\mod 7)+1.}

### Implementace do programu
Vzorce jsou založeny na matematické definici a definicí modulo tedy zbytek po dělení, což znamená, že -2 mod 7 se rovná +5. Avšak způsob, jakým je ve většině počítačových jazycích definován zbytek po dělení, tomuto neodpovídá, takže -2 mod 7 vrátí výsledek -2. Z tohoto důvodu musí být Zellerovy vzorce upraveny a zajistit tak kladné čitatele.
Nejjednodušší způsob, jak to udělat, je nahradit - 2 J o + 5 - J a J o + 6 J.
Dostaneme tedy vzorce:
Pro Gregoriánský kalendář má tvar:
{\displaystyle h=\left(q+\left\lfloor {\frac {13(m+1)}{5}}\right\rfloor +K+\left\lfloor {\frac {K}{4}}\right\rfloor +\left\lfloor {\frac {J}{4}}\right\rfloor +5J\right)\mod 7,}
a pro Juliánský kalendář má tvar:
{\displaystyle h=\left(q+\left\lfloor {\frac {13(m+1)}{5}}\right\rfloor +K+\left\lfloor {\frac {K}{4}}\right\rfloor +5+6J\right)\mod 7{.}}
Je snadno vidět, že v daném roce 1. března (pokud je to sobota, tak 2. března) je vhodné k otestování data. A to tak, že v daném století je nejvhodnější k testu rok dělitelný 100.
Zeller používá desetinné počty, a nachází tak vhodné J a K, které reprezentují daný rok. Ale když používáme počítač, je jednodušší použít modifikované Y, které je Y - 1 během ledna a února:
Pro Gregoriánský kalendář má tvar:
{\displaystyle h=\left(q+\left\lfloor {\frac {(m+1)26}{10}}\right\rfloor +Y+\left\lfloor {\frac {Y}{4}}\right\rfloor +6\left\lfloor {\frac {Y}{100}}\right\rfloor +\left\lfloor {\frac {Y}{400}}\right\rfloor \right)\mod 7,}
a pro Juliánský kalendář má tvar:
{\displaystyle h=\left(q+\left\lfloor {\frac {(m+1)26}{10}}\right\rfloor +Y+\left\lfloor {\frac {Y}{4}}\right\rfloor +5\right)\mod 7{.}}

## Analýza
Tyto vzorce jsou založeny na pozorování, že den v týdnu, postupuje předvídatelným způsobem, založené na každé hlavě po tomto dni. Každý termín ve vzorci je použit pro výpočet vyrovnání potřebné pro získání správného dne v týdnu.
Pro gregoriánský kalendář lze různé části tohoto vzorce tedy chápat takto:
- {\displaystyle q} představuje průběh dne v týdnu na základě dne v měsíci, od té doby má každý následující den za následek další posun jeden den v týdnu.
- {\displaystyle K} představuje průběh dne v týdnu na základě roku. Za předpokladu, že každý rok má 365 dnů, stejné datum v každém následujícím roce budou dány hodnotou {\displaystyle 365\mod 7=1}.
- Protože je 366 dnů v přestupném roce, musí to být ošetřeno tím, že se přidá další den na den v týdnu. Tím dosáhneme toho, že {\displaystyle \left\lfloor {\frac {K}{4}}\right\rfloor } je přičteno k vyrovnání. Tento termín se vypočítá jako celočíselný výsledek. Jakýkoliv zbytek je vyloučen.
- Pomocí podobné logiky, můžeme průběh dne v týdnu pro každé století vypočítat tím, že pozorujeme, že existuje 36524 dní v běžném století a 36525 dní v každém století dělitelném 400. Tedy {\displaystyle 36525\mod 7=6} a {\displaystyle 36524\mod 7=5}, výraz :{\displaystyle \left\lfloor {\frac {J}{4}}\right\rfloor -2J} odpovídá za to (opět pomocí celočíselné dělení a odkládání jakékoliv frakčního zbytku). To Aby se zabránilo záporným číslům, může tento termín nahradit :{\displaystyle \left\lfloor {\frac {J}{4}}\right\rfloor +5J} s odpovídajícími výsledky.
- Termín lze vysvětlit následovně: {\displaystyle \left\lfloor {\frac {(m+1)26}{10}}\right\rfloor }. Zeller vypozoroval, že každý rok začíná 1. března, den v týdnu každého následujícího měsíce dostáváme násobením konstantní hodnotou a neuvažujeme žádný frakční zbytek.

Celková funkce {\displaystyle \mod 7}, normalizuje výsledek v rozmezí od 0 do 6, který určuje správný den v týdnu pro datum.
Důvodem, že se vzorec liší od juliánského kalendáře je, že tento kalendář nemá zvláštní pravidlo pro přestupná století a jeho posun je na rozdíl od gregoriánského kalendáře dán pevným počtem dnů v každém století.
Vzhledem k tomu, že gregoriánský kalendář byl přijat v různých obdobích v různých regionech světa. Místo události, k níž došlo během tohoto přechodného období, je významné pro určení správného dne v týdnu.
Vzorce lze použít neomezeně, ale musíme dbát na to, že pro letopočet před rokem 0. je třeba přidat dostatečný násobek 400 pro Gregoriánský kalendář nebo 28 let pro Juliánský kalendář.